# Карло Маћејка
Карло Маћејка је био професор музике и хоровођа а уједно и један од најзнаменитијих Пироћанаца који је родом из Чешке. 

## Биографија
Родио се 23. маја 1860. године у граду Пелхримов у Чешкој, у области Бохемија као дете Карла и Матилде Маћејка. 
Основну и средњу школу је завршио у свом родном месту. Преселио се у Праг по завршетку гимназије и уписује фармацију и музику на факултету. 1883. је дипломирао на двогодишњем школовању у оперској и у певачкој школи Франца Пиводе. Фармацију је уписао на Филозофском факултету Карл-Фердинанд универзитета у Прагу али због нередовности, стиче диплому магистра фармације тек 1901. године. Паралелно са студирањем, похађао је школу хорског дириговања коју је водио диригент Јосиф Фабијан. 

### Служба у Србији
1884. се први пут помиње његово име у Србији. Постављен је као хоровођа Смедеревске певачке задруге. Ту се није дуго задржао па се следеће године помиње као хоровођа Ковиначког српско-црквеног певачког друштва са којим је имао наступе 1885. и 1886. године. 
Његов први посао у државној служби је био учитељ певања и музике у Нижој пиротској гимназији. Карло није био најсрећнији због ове службе јер није желео да иде далеко од породице своје супруге која им је пружала финансијску помоћ. 
Поред држања предмета певања, он је предавао и цртање и лепо писање. Како није имао искуства са овим предметима, то је била још једна отежавајућа околност. 
Недуго затим, Карло ватрено заговара отварање школског хора у гимназији. Тако је настало певачко друштво Момчило . Министарство дела и просвете је 1890. дало одобрење Карлу да преузме диригентску палицу овог друштва. Испрва је имао проблема са људима који су били у друштву јер су махом били музички неписмени али после неуморног труда и рада, ово је била солидна четворогласна дружина. 
После оснивања четворогласног хора у Гимназији, Маћејка је дошао на идеју да оснује ђачки оркестар. Школа међутим, није имала новца за инструменте. Том приликом, Карло оснива Фонд за школовање сиромашних ђака из којег се финансирала куповина уџбеника, наставних средстава и инструмената. 
Са рођењем ћерке, финансијска ситуација се није побољшала у породици Маћејка те Министарство премешта Карла у Неготин где добија место учитеља музике и певања у неготинској гимназији. У Неготину је ситуација била нешто боља што се тиче културе и музичког стваралаштва. Одмах по доласку у Неготин, постао је хоровођа певачког друштва Хајдук Вељко. За врло кратко време, Маћејка је постао препознатљив у културном животу Неготина. 
Министарство га потом враћа у Пирот због затварања неготинске гимназије. У том периоду, после десет година боравка у Краљевини, Маћејка добија српско држављанство. Маћејка је захваљујући новцу који је прикупио током добротворних забава, купио први пијанино за пиротску гимназију. Од тада су Пироћанци уживали у изведбама ђачког хора са клавиром. 
Године 1903. Маћејка и његово певачко друштво Момчило наступа у Београду на фестивалу певачког друштва Абрашевић и односи прву награду. Следи затим и позивница његовом друштву за крунисање краља Петра Карађорђевића у Београду 8. септембра 1904. године.
Министарство је унапредило Карла у учитеља четврте класе. У том периоду је Маћејка и најзад дипломирао фармацију. 
Године 1902. завршава своју књигу Теорија музике која је и дан данас необјављена. 
Због лошег материјалног стања, Маћејка тражи премештај у Смедереву или Нишу и тек 19. септембра 1909. године бива премештен у чачанску гимназију као учитељ певања и музике. Тада је заувек напустио Пирот. Последња селидба Маћејке је била у Крушевцу где је предавао као виши учитељ а потом пензионисан 1920. године.

### Приватни живот
Оженио се Лаурентијом Августом Таис која је пореклом из Беле Цркве. Брак између Лаурентије и Карла је склопљен у Ковину 31. јула 1887. године.. Имали су две ћерке и једног сина. Ћерка Гизела умире 1927. године при компликацији на порођају. Од тада, болешљив, Маћејка умире у Крушевцу 1929. године.